# Manuel Chulvi Jover
Manuel Chulvi Jover   (1848 - 28 d'agost de 1923) fou un compositor, organista i mestre de cant valencià.
Se'n conserven prop de 40 composicions vocals amb acompanyament d'orgue guardades principalment en Segorb i en Alfara del Patriarca. També se'n guarden tres motets eucarístics a la Catedral de València, que també apareixen en altres arxius.